# Marót Miklós
Marót Miklós (Budapest, 1928. augusztus 20. – Budapest, 2006. január 18.) magyar könyvtáros.

## Életpályája
1946-ban érettségizett a II. kerületi Egyetemi Katolikus Gimnáziumban. 1946–1951 között az Eötvös Loránd Tudományegyetem Bölcsészettudományi Kar francia-magyar-történelem szakos hallgatója volt. Eötvös-kollégista volt, de politikai okokból eltanácsolták. 1948. decemberétől a Fővárosi Szabó Ervin Könyvtár gyakornokává nevezték ki. Az 1948/1949-es tanév második félévében felvette a frissen megalakuló Könyvtártudományi Tanszék által oktatott tárgyakat. 1948–1969 között a Fővárosi Szabó Ervin Könyvtárban könyvtárosként dolgozott. 1956-ban a forradalmi bizottság elnöke volt. 1956–1969 között az Olvasószolgálati Osztály vezetője volt. 1963–1964 között megszervezte a
zenei gyűjteményt. 1969. októberétől – a Fővárosi Szabó Ervin Könyvtár helyi pártszervezetével történt ideológiai nézeteltérése miatt – az Eötvös Loránd Tudományegyetem Egyetemi Könyvtárába kérte áthelyezését, ahol tájékoztató könyvtárosként helyezkedett el. 1969–1980 között az Egyetemi Könyvtár osztályvezetője, 1980–1995 között főigazgató-helyettese volt.

## Családja
Szülei: Marót Gyula és Sárváry Jolán voltak. 1952-ben házasságot kötött Gáspár Juliannával. Két lányuk született: Edit (1953–) és Eszter (1956–).

## Művei
- Mit olvasson az ifjúság a világirodalom nagy elbeszélőitől? (1954)
- Mit olvassunk a világirodalom klasszikusaitól? (1955)
- Könyvtárunk tájékoztató szolgálata (1955)
- A Fővárosi Szabó Ervin Könyvtár helyzete az Országos Könyvtárügyi Tanács előtt (1956-1957)
- Megvalósulás útján a zenei népkönyvtár (1958)
- Bábeltől Bábelig (1965)
- Budapest. Útikönyv (1970)
- Budapesti séták (1974)

## Díjai
- Szabó Ervin-emlékérem (1982)
- Pro Universitate (1998)